# پروژه میلگم
پروژه میلگم (به انگلیسی: MILGEM project) یک کشتی است که طول آن 99.56 m می‌باشد.